# The★tambourinesのmorning moka
the★tambourinesのmorning moka（ザ・タンバリンズのモーニング・モカ）は、エフエム愛媛のラジオ番組。

## 概要
ポップス系バンドthe★tambourinesが、初めてのラジオパーソナリティーを担当した番組。「コーヒーを飲みながら音楽と共に聴く」というコンセプトで行っている。
ローカルセールスであるため、当番組では、全国に聴かせる為のテレホン・サービスを実施している。

### ゲスト出演
- 高岡亜衣（2008年4月20日・10月26日放送）

## 主な企画
- みかん婦人のお悩み相談室